# Gossas
Gossas  est une ville de l'ouest du Sénégal, située à  160 km de Dakar, 74 km de Touba, 27 km de Diourbel, 47 km Kaolack, à 40 km de Fatick.

## Administration
Gossas est le chef-lieu du département du même nom département de Gossas. C'est l'une des trois entités qui forment la région de Fatick.

## Géographie
Gossas se trouve entre Diourbel et Kaolack.
Les localités les plus proches sont Diamaguène, Gapassel, Toure, Teourou Kossom, Tewerou MBaye, Keur Bala, Mbos Niomboul, Khayane Mouride (fondé par Serigne Mor Talla Seck sous le ndiguel de Cheikh Ahmadou Ndiaye Niayes) et Khayane Bambara. 

### Population
Lors des recensements de 1988 et 2002, la population était respectivement de 9 289 et 10 548 habitants.
En 2007, selon les estimations officielles, la ville compterait 11 624 personnes.

### Activités économiques
Agriculture : production d'arachide, de mil et de maïs

Élevage de bovins, d'ovins et de caprins

Commerce de diverses marchandises et grand marché hebdomadaire le samedi dans la périphérie est à Saam

## Personnalités nées à Gossas
- Mahammed Dionne, homme politique sénégalais.
- Mame Seck Mbacké, femme de lettres.
- Mohamed Ben Abdallah Dionne, homme politique.
- Bassirou Diouf, homme politique sénégalais
- Adama Diallo, homme politique sénégalais
- Moussa koyaté, homme politique sénégalais
- Madiagne Seck, homme politique sénégalais

## Jumelages et partenariats
Schwabach (Allemagne) (parrainage)